# Lawrence Michael Brown
Lawrence Michael Brown FRS (18 de março de 1936) é um físico britânico. 
É professor emérito do Robinson College, Cambridge.